# Al Hamra Tower
Al Hamra Tower je mrakodrap ve městě Kuvajt státu Kuvajt. Je to nejvyšší stavba Kuvajtu. 414 metrů vysoký mrakodrap slouží především jako kanceláře, nachází se zde také obchodní centrum či restaurace. Mrakodrap byl navržen architektonickými kancelářemi Skidmore, Owings and Merrill a Callison, začal se stavět v roce 2005 a dokončen byl v roce 2011.

## Popis stavby
Stavba je zahalená do skleněného pláště, má půdorys zaobleného čtverce. Stavba se tvaruje do výšky jako šroubovice okolo centrálního jádra.